# 札幌記念
札幌記念（さっぽろきねん）は、日本中央競馬会（JRA）が札幌競馬場で施行する中央競馬の重賞競走（GII）である。
正賞は札幌市長賞、札幌馬主協会会長賞。

## 概要
1965年に4歳（現・3歳）以上の馬による重賞競走として創設され、札幌競馬場で施行する重賞競走としては、最も歴史が古い。札幌競馬場は寒冷地のため当時は芝コースが設置されておらず、砂2000m（左回り）で施行された。その後1969年から1974年までは左回りダート、1975年から1989年までは右回りダートコースで施行していたが、1990年から右回り芝コースでの施行に変更され現在に至っている。負担重量は創設から長らくハンデキャップだったが、1997年から別定に変更したのち、2006年以降は実力馬の参戦を促す観点から定量に変更された。
1984年のグレード制施行によりGIIIに格付けされたが、1997年から夏季競馬開催では唯一となるGIIに格上げされた。GIIに格上げ後は、開催時期の関係から夏季に開催される数少ない定量戦であることや賞金の高さから、過去にGIを優勝している馬や後にGIを勝利する馬が本競走に出走するなど、過去や未来の大レースと密接な繋がりを持つ競走となっている。2006年からはサマー2000シリーズの第4戦にも指定された。2009年からは国際競走となり、外国馬も出走可能になった。毎年のように豪華な出走馬が集うことやGIIとしては高額に設定された賞金（後述）から、GIに匹敵する「スーパーGII」とも呼ばれている。また、通常時GIが開催されない競馬場で開催される唯一のGIIレースでもある。
「日刊競馬」の田所直喜は、1989年までダートコースで行われていた時代の本競走について「（当時はダートの大レースが少なかったので）今と比べても見劣らない存在感があった」と評する。地方競馬との交流重賞が整備され、ダート重賞が急増した1995年までは中央競馬のダート重賞自体が少なく貴重な存在で、「夏のダート王決定戦」の趣があり、「レースの格や賞金が高くないわりに、有名一流馬の登場回数が多かった」という。

### 競走条件
以下の内容は、2025年現在のもの。
出走資格：サラ系3歳以上
- JRA所属馬
- 地方競馬所属馬（認定馬のみ、2頭まで）
- 外国調教馬（優先出走）

負担重量：定量（3歳55kg、4歳以上58kg、牝馬2kg減）
- JRAが施行する古馬混合のGII競走において、負担重量を定量としているのは本競走と阪神カップのみ（2025年現在）[12][注 9]。

### 賞金
2025年の1着賞金は7000万円で、以下2着2800万円、3着1800万円、4着1100万円、5着700万円。
1着賞金の7000万円は、中央競馬で施行するGII競走では最高額となっている。

## 歴史
- 1965年 - 4歳以上の競走馬によるとして創設。札幌競馬場の左回り砂2000mで施行[4]。
- 1968年 - 「札幌創建100年」の副称を付けて施行[4]。
- 1975年 - 混合競走に指定、外国産馬が出走可能になる。
- 1984年 - グレード制施行によりGIII[注 3]に格付け[4]。
- 1990年 - 施行コースを右回り芝に変更[4]。
- 1997年
  - GII[注 3]に格上げ。
  - 特別指定交流競走となり、地方競馬所属馬が2頭まで出走可能となる。
  - 負担重量を別定に変更。
- 2001年 - 馬齢表示を国際基準へ変更したことに伴い、出走条件を「3歳以上」に変更。
- 2002年 - サックスプレイヤーのMALTAが生ファンファーレを演奏。
- 2004年 - 「日本中央競馬会創立50周年記念」の副称を付けて施行[13]。
- 2006年
  - 負担重量を定量に変更。
  - サマー2000シリーズの第4戦になる。
- 2007年
  - 日本のパートI国昇格に伴い、格付表記をJpnIIに変更。
  - 「札幌競馬場開設100周年記念」の副称を付けて施行[14]。
- 2009年
  - 混合競走から国際競走に変更され、外国調教馬が7頭まで出走可能となる[6]。
  - 格付表記をGII（国際格付）に変更。
- 2012年 -「近代競馬150周年記念」の副称を付けて施行[15]。
- 2013年 - 札幌競馬場のスタンド改築工事により、函館競馬場で施行[16]。
- 2014年 -「日本中央競馬会創立60周年記念」の副称を付けて施行[17]。
- 2020年 - 新型コロナウイルスの感染拡大防止のため、「無観客競馬」として実施[18]（陸上自衛隊北部方面音楽隊による生ファンファーレの演奏は行われた）。

### 歴代優勝馬
コース種別を記載していない距離は、芝コースを表す。
優勝馬の馬齢は、2000年以前も現行表記に揃えている。
1974年までは左回り、1975年以降は右回り。競馬場は第49回を除き札幌で行われている。及び距離は第1回から第4回までが砂2000m、第5回から第24回はダート2000m、第25回はダート1700m、第26回から第48回と第50回以降は2000m、第49回のみ函館2000mで行われていた。
| 回数   | 施行日        | 優勝馬             | 性齢 | タイム | 優勝騎手   | 管理調教師 | 馬主                           | 1着本賞金 |
| ------ | ------------- | ------------------ | ---- | ------ | ---------- | ---------- | ------------------------------ | --------- |
| 第1回  | 1965年8月1日  | ハツライオー       | 牡3  | 2:04.2 | 森安重勝   | 伊藤修司   | 大久保常吉                     | 150万円   |
| 第2回  | 1966年8月21日 | タマシユウホウ     | 牡3  | 2:02.4 | 丸目敏栄   | 稗田敏男   | 小川太助                       | 250万円   |
| 第3回  | 1967年8月27日 | アポオンワード     | 牡4  | 2:04.2 | 栗田勝     | 武田文吾   | 樫山（株）                     | 350万円   |
| 第4回  | 1968年8月25日 | マーチス           | 牡3  | 2:02.5 | 古賀敏文   | 伊藤修司   | 大久保常吉                     | 450万円   |
| 第5回  | 1969年9月7日  | マーチス           | 牡4  | 2:02.8 | 久保敏文   | 伊藤修司   | 大久保常吉                     | 600万円   |
| 第6回  | 1970年7月19日 | ヒデカブト         | 牡3  | 2:02.4 | 武邦彦     | 伊藤修司   | 伊藤英夫                       | 700万円   |
| 第7回  | 1971年9月19日 | アポスピード       | 牡5  | 2:04.7 | 郷原洋行   | 大久保房松 | 佐藤清之助                     | 800万円   |
| 第8回  | 1972年7月30日 | シネマゴースト     | 牡4  | 2:04.1 | 福永洋一   | 柴田欣也   | 山口吉久                       | 800万円   |
| 第9回  | 1973年7月22日 | ハクホオショウ     | 牡4  | 2:03.9 | 池上昌弘   | 尾形藤吉   | 西博                           | 1100万円  |
| 第10回 | 1974年7月14日 | エリモマーチス     | 牡3  | 2:05.1 | 松田幸春   | 大久保正陽 | 山本慎一                       | 1400万円  |
| 第11回 | 1975年7月13日 | ツキサムホマレ     | 牡6  | 2:01.6 | 福永洋一   | 元石正雄   | 末岡弘                         | 1500万円  |
| 第12回 | 1976年7月11日 | グレートセイカン   | 牡4  | 2:03.4 | 郷原洋行   | 大久保房松 | 鈴木一朗                       | 1700万円  |
| 第13回 | 1977年7月10日 | ランスロット       | 牡4  | 2:02.5 | 柴田政人   | 高松三太   | 伊達秀和                       | 1800万円  |
| 第14回 | 1978年8月27日 | タイホウヒーロー   | 牡6  | 2:05.3 | 蛯名信広   | 久保田金造 | 大岩貴                         | 1900万円  |
| 第15回 | 1979年7月1日  | テルノエイト       | 牡3  | 2:07.9 | 飯田明弘   | 清水久雄   | 中村照彦                       | 1900万円  |
| 第16回 | 1980年6月29日 | マークリシルバー   | 牝5  | 2:06.0 | 柴田政人   | 矢野幸夫   | 松下治夫                       | 2100万円  |
| 第17回 | 1981年6月28日 | キタノリキオー     | 牡4  | 2:01.6 | 的場均     | 伊藤竹男   | 高山幸雄                       | 2300万円  |
| 第18回 | 1982年7月4日  | オーバーレインボー | 牡5  | 2:05.8 | 田島良保   | 土門一美   | 鳥居茂三                       | 2500万円  |
| 第19回 | 1983年7月3日  | オーバーレインボー | 牡6  | 2:05.0 | 田島良保   | 土門一美   | 鳥居茂三                       | 2600万円  |
| 第20回 | 1984年7月1日  | ローラーキング     | 牡6  | 2:04.5 | 松田幸春   | 中村好夫   | 嶋田孝一                       | 2600万円  |
| 第21回 | 1985年6月30日 | リキサンパワー     | 牡4  | 2:02.9 | 田面木博公 | 高松邦男   | 岩井三郎                       | 2600万円  |
| 第22回 | 1986年6月29日 | ライフタテヤマ     | 牡4  | 2:02.3 | 猿橋重利   | 安田伊佐夫 | 辻幸雄                         | 2700万円  |
| 第23回 | 1987年7月5日  | フォスタームサシ   | 牡5  | 2:02.3 | 関口睦介   | 佐藤勝美   | 細田憲一                       | 2900万円  |
| 第24回 | 1988年7月3日  | コバノリッチ       | 牡5  | 2:03.5 | 柴田政人   | 阿部新生   | 小林昌雄                       | 3100万円  |
| 第25回 | 1989年7月2日  | ダイナレター       | 牡5  | 1:42.8 | 杉浦宏昭   | 二本柳俊夫 | （有）社台レースホース         | 3400万円  |
| 第26回 | 1990年7月1日  | グレートモンテ     | 牡5  | 1:58.9 | 猿橋重利   | 高橋成忠   | 野﨑とし子                     | 3600万円  |
| 第27回 | 1991年6月30日 | メジロパーマー     | 牡4  | 2:00.9 | 松永幹夫   | 大久保正陽 | （有）メジロ牧場               | 3900万円  |
| 第28回 | 1992年7月5日  | サンエイサンキュー | 牝3  | 2:00.2 | 田原成貴   | 佐藤勝美   | 岩崎喜好                       | 4100万円  |
| 第29回 | 1993年7月4日  | ナリタチカラ       | 牡5  | 2:00.2 | 武豊       | 大久保正陽 | 山路秀則                       | 4100万円  |
| 第30回 | 1994年7月3日  | ホクトベガ         | 牝4  | 2:00.9 | 加藤和宏   | 中野隆良   | 金森森商事（株）               | 4100万円  |
| 第31回 | 1995年7月2日  | スーパープレイ     | 牡5  | 2:01.4 | 藤田伸二   | 橋本寿正   | 内田滋三                       | 4100万円  |
| 第32回 | 1996年6月30日 | マーベラスサンデー | 牡4  | 2:01.6 | 武豊       | 大沢真     | 笹原貞生                       | 4100万円  |
| 第33回 | 1997年8月17日 | エアグルーヴ       | 牝4  | 2:00.2 | 武豊       | 伊藤雄二   | （株）ラッキーフィールド       | 6400万円  |
| 第34回 | 1998年8月23日 | エアグルーヴ       | 牝5  | 1:59.5 | 武豊       | 伊藤雄二   | （株）ラッキーフィールド       | 6400万円  |
| 第35回 | 1999年8月22日 | セイウンスカイ     | 牡4  | 2:00.1 | 横山典弘   | 保田一隆   | （有）西山牧場                 | 6400万円  |
| 第36回 | 2000年8月20日 | ダイワカーリアン   | 牡7  | 1:59.9 | 田面木博公 | 二ノ宮敬宇 | 大和商事（株）                 | 6400万円  |
| 第37回 | 2001年8月19日 | エアエミネム       | 牡3  | 2:00.1 | 蛯名正義   | 伊藤雄二   | （株）ラッキーフィールド       | 6400万円  |
| 第38回 | 2002年8月18日 | テイエムオーシャン | 牝4  | 1:59.5 | 本田優     | 西浦勝一   | 竹園正繼                       | 6400万円  |
| 第39回 | 2003年8月24日 | サクラプレジデント | 牡3  | 2:00.3 | 武豊       | 小島太     | （株）さくらコマース           | 6400万円  |
| 第40回 | 2004年8月22日 | ファインモーション | 牝5  | 2:00.4 | 武豊       | 伊藤雄二   | 伏木田達男                     | 6400万円  |
| 第41回 | 2005年8月21日 | ヘヴンリーロマンス | 牝5  | 2:01.1 | 松永幹夫   | 山本正司   | （有）ノースヒルズマネジメント | 6500万円  |
| 第42回 | 2006年8月20日 | アドマイヤムーン   | 牡3  | 2:00.3 | 武豊       | 松田博資   | 近藤利一                       | 7000万円  |
| 第43回 | 2007年9月2日  | フサイチパンドラ   | 牝4  | 2:00.1 | 藤田伸二   | 白井寿昭   | 関口房朗                       | 7000万円  |
| 第44回 | 2008年8月24日 | タスカータソルテ   | 牡4  | 1:58.6 | 横山典弘   | 藤原英昭   | （有）社台レースホース         | 7000万円  |
| 第45回 | 2009年8月23日 | ヤマニンキングリー | 牡4  | 2:00.7 | 柴山雄一   | 河内洋     | 土井肇                         | 7000万円  |
| 第46回 | 2010年8月22日 | アーネストリー     | 牡5  | 1:59.4 | 佐藤哲三   | 佐々木晶三 | 前田幸治                       | 7000万円  |
| 第47回 | 2011年8月21日 | トーセンジョーダン | 牡5  | 2:00.4 | 福永祐一   | 池江泰寿   | 島川隆哉                       | 7000万円  |
| 第48回 | 2012年8月19日 | フミノイマージン   | 牝6  | 1:58.7 | 太宰啓介   | 本田優     | 谷二                           | 6500万円  |
| 第49回 | 2013年8月18日 | トウケイヘイロー   | 牡4  | 2:06.5 | 武豊       | 清水久詞   | 木村信彦                       | 6500万円  |
| 第50回 | 2014年8月24日 | ハープスター       | 牝3  | 1:59.1 | 川田将雅   | 松田博資   | （有）キャロットファーム       | 6500万円  |
| 第51回 | 2015年8月23日 | ディサイファ       | 牡6  | 1:59.0 | 四位洋文   | 小島太     | H.H.シェイク・モハメド         | 6800万円  |
| 第52回 | 2016年8月21日 | ネオリアリズム     | 牡5  | 2:01.7 | C.ルメール | 堀宣行     | （有）キャロットファーム       | 7000万円  |
| 第53回 | 2017年8月20日 | サクラアンプルール | 牡6  | 2:00.4 | 蛯名正義   | 金成貴史   | （株）さくらコマース           | 7000万円  |
| 第54回 | 2018年8月19日 | サングレーザー     | 牡4  | 2:01.1 | 福永祐一   | 浅見秀一   | （株）G1レーシング             | 7000万円  |
| 第55回 | 2019年8月18日 | ブラストワンピース | 牡4  | 2:00.1 | 川田将雅   | 大竹正博   | （有）シルクレーシング         | 7000万円  |
| 第56回 | 2020年8月23日 | ノームコア         | 牝5  | 1:59.4 | 横山典弘   | 萩原清     | 池谷誠一                       | 7000万円  |
| 第57回 | 2021年8月22日 | ソダシ             | 牝3  | 1:59.5 | 吉田隼人   | 須貝尚介   | 金子真人ホールディングス（株） | 7000万円  |
| 第58回 | 2022年8月21日 | ジャックドール     | 牡4  | 2:01.2 | 藤岡佑介   | 藤岡健一   | 前原敏行                       | 7000万円  |
| 第59回 | 2023年8月20日 | プログノーシス     | 牡5  | 2:01.5 | 川田将雅   | 中内田充正 | （有）社台レースホース         | 7000万円  |
| 第60回 | 2024年8月18日 | ノースブリッジ     | 牡6  | 1:59.6 | 岩田康誠   | 奥村武     | 井山登                         | 7000万円  |
| 第61回 | 2025年8月17日 | トップナイフ       | 牡5  | 2:01.5 | 横山典弘   | 昆貢       | 安原浩司                       | 7000万円  |

## 同名の競走
「札幌記念」という名称の競走自体は、1947年（昭和22年）から札幌競馬場で行われていた。この「札幌記念」競走は第二次世界大戦後に札幌競馬が再開された1947年（昭和22年）から1964年（昭和39年）まで、距離の変遷や中断を挟みつつ施行されていた。競走条件は4歳（当時の馬齢呼称）以上、負担重量はハンデキャップで、現在のオープン特別競走のような扱いになっていた。JRAではこの競走を、現行の重賞競走：札幌記念の前身としていない。
この時期の札幌記念勝ち馬にはトサミドリ、初代ヒシマサルなどがいる。

### 優勝馬
距離は1948年から1949年、1952年から1955年及び1960年（1951年と1956年から1957年及び1959年と1961年を除く）から1964年までが砂2000m、1950年が砂2400m、1958年が砂1800mであった。
| 施行日        | 優勝馬         | 性齢 | タイム | 優勝騎手   | 管理調教師 | 馬主         |
| ------------- | -------------- | ---- | ------ | ---------- | ---------- | ------------ |
| 1948年9月19日 | ミツシヨン     | 牡5  | 2:10.0 | 野平祐二   | 尾形藤吉   | 吉田善哉     |
| 1949年7月31日 | エベレスト     | 牡5  | 2:08.0 | 柄崎義信   | 久保田金造 | 石川了吉     |
| 1950年9月3日  | トサミドリ     | 牡5  | 2:34.0 | 浅野武志   | 望月与一郎 | 齋藤健二郎   |
| 1952年8月31日 | イカホダケ     | 牡6  | 2:08.0 | 高松三太   | 齋藤籌敬   | 大森繁       |
| 1953年8月30日 | ヒロホマレ     | 牡6  | 2:06.0 | 清田十一   | 柏谷富衛   | 關兵五郎     |
| 1954年8月1日  | ダツシングラス | 牝5  | 2:08.1 | 野平好男   | 田中和一郎 | 山口茂治     |
| 1955年8月21日 | マナスル       | 牝5  | 2:06.3 | 熊坂明     | 増本勇     | 増本孝一     |
| 1958年8月17日 | ヒシマサル     | 牡4  | 1:51.3 | 小野定夫   | 矢野幸夫   | 阿部雅信     |
| 1960年8月14日 | ウネビヒカリ   | 牡5  | 2:04.5 | 野平祐二   | 野平省三   | 山之内喜代子 |
| 1962年8月19日 | バツキンガム   | 牡4  | 2:06.1 | 大根田裕也 | 星川泉士   | 伊達牧場     |
| 1963年7月28日 | ルーキー       | 牝5  | 2:06.1 | 武田清成   | 稗田敏男   | 畑江五郎     |
| 1964年8月23日 | タカチオ       | 牡5  | 2:03.9 | 中野渡清一 | 菊池一雄   | 丸谷キミ     |